# Park Narodowy Kejimkujik

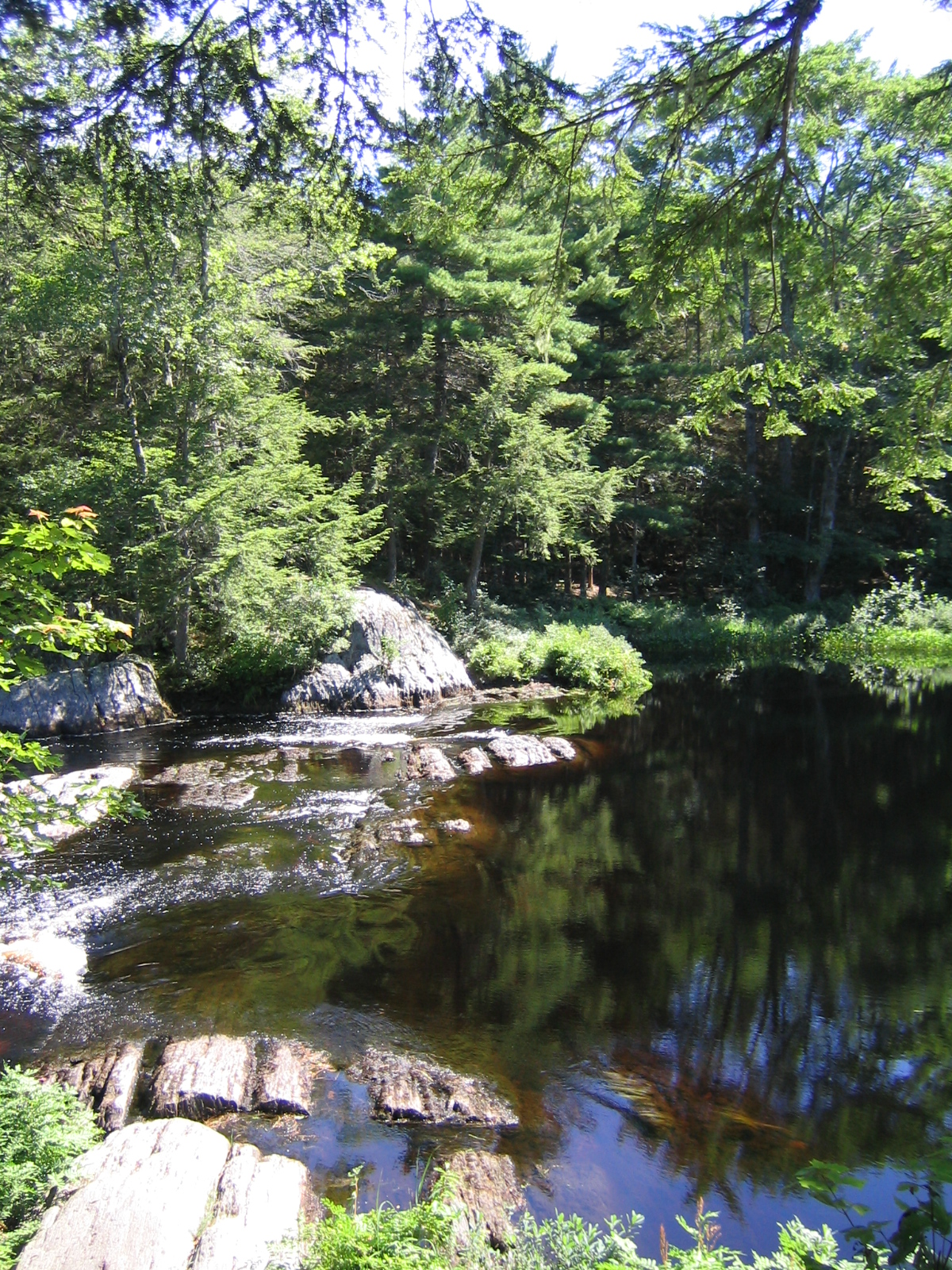
Little River

Park Narodowy Kejimkujik (ang. Kejimkujik National Park of Canada, fr. Parc national du Canada Kejimkujik) – park narodowy położony w południowej części prowincji Nowa Szkocja, w Kanadzie. Park został utworzony w 1968, na powierzchni 404 km². 

## Fauna
Na terenie Parku Narodowego Kejimkujik występuje wiele gatunków zwierząt, wśród których można wymienić: baribala, jelenia, bobra, łosia.